# Magia uczuć
Magia uczuć (oryg. The Fall) – amerykańsko-brytyjsko-indyjski film fabularny z 2006 w reżyserii Tarsema Singha. Fabuła oparta została na scenariuszu bułgarskiego filmu z 1981 pod tytułem Jo ho ho, autorstwa Walerego Petrowa.
Film zarobił ponad 3 miliony dolarów na całym świecie i spotkał się z mieszanym odbiorem. Jego premiera kinowa miała miejsce w 2008, jednak był pokazywany na festiwalach od 2006 roku.

## Fabuła
Roy Walker (Lee Pace), hollywoodzki kaskader, trafia do szpitala po wykonaniu niebezpiecznej akrobacji, którą miał nadzieję zaimponować swojej ukochanej. Przygnębiony i upokorzony jej odejściem i związaniem się z gwiazdą filmu zaprzyjaźnia się z Alexandrią (Catinca Untaru) – pięcioletnią imigrantką przebywającą w tym samym szpitalu z powodu złamania ramienia.
Walker opowiada dziewczynce wspaniałą historię pięciu bohaterów: Hindusa, byłego niewolnika – Otty Bengi, włoskiego pirotechnika imieniem Luigi, angielskiego przyrodnika Karola Darwina (którego postać jest dość luźno oparta na słynnym imienniku) wraz z nieodłączną małpką oraz bandyty skrywającego twarz za czerwoną maską. Wszyscy oni poprzysięgli zgubę gubernatorowi Odiousowi – jeden za porwanie pięknej żony, inni za śmierć bliskich czy upokorzenie. Wkrótce dołącza do nich mistyczny mściciel, pragnący odpłacić się antagoniście historii za wyjałowienie wspaniałej niegdyś doliny.
Zafascynowana opowiadaniem Alexandria wizualizuje sobie w głównych rolach znajome osoby – dostawcę lodu, pielęgniarkę, czy wreszcie samego narratora oraz siebie samą – jest to początek zamazywania się granic między rzeczywistością jaka ją otacza a wyobraźnią.
W trakcie opowiadania Roy prosi dziewczynkę o pomoc w wykradaniu leków, którymi zamierza popełnić samobójstwo. Podczas jednej z prób dziewczynka spada doznając urazu czaszki – po przebudzeniu widzi przy swoim łóżku Raya – prosi go, by dokończył opowiadanie, jednak epilog doprowadza ją do płaczu, gdyż Walker po kolei uśmierca wszystkie pozytywne postaci. Zapłakana dziewczynka błaga go, by ocalił choć człowieka w czerwonej masce (w którego w jej wyobraźni wcielił się właśnie niedoszły samobójca).

## Obsada
- Catinca Untaru jako Alexandria
- Lee Pace jako Roy Walker / człowiek w czerwonej masce
- Justine Waddell jako siostra Evelyn
- Daniel Caltagirone jako Sinclair / gubernator Odious
- Marcus Wesley jako Otta Benga / dostawca lodu
- Robin Smith jako Luigi / jednonogi aktor
- Jeetu Verma jako Hindus / zbieracz pomarańczy
- Kim Uylenbroek jako doktor / Aleksander Wielki
- Leo Bill jako Karol Darwin / Salowy
- Emil Hostina jako tata Alexandrii / Bandyta
- Julian Bleach jako mistyczny mściciel / zbieracz pomarańczy

## Plenery
- Valkenberg Hospital w Kapsztadzie w Południowej Afryce
- Park Narodowy Namib-Naukluft w Namibii
- Obserwatorium Jantar Mantar (Jaipur) w Jaipurze w Radżastanie (Indie)
- Most Karola w Pradze
- Motyla rafa na Fidżi
- Sumatra
- Wyspy Idemen w Indiach
- Jezioro Banggong Co w Himalajach
- Buland Darwaza w kompleksie pałacowym Fatehpur Sikri w Uttar Pradesh w Indiach
- Magnetyczne wzgórze w Ladakh w Indiach
- Okolice Lamayuru w Ladakh w Indiach
- Ubud na Bali
- Studnia Chand Baori w Radżastanie w Indiach
- Dźodhpur – niebieskie miasto w Radżastanie w Indiach
- Pałac Umaid Bhawan w Dźodhpur w Rajastanie w Indiach
- Tadź Mahal w Agrze
- Kapitol, Koloseum w Rzymie we Włoszech
- Hagia Sofia w Stambule w Turcji
- Pierwsza Statua Wolności w Ogrodzie Luksemburskim w Paryżu we Francji